# Brachygalba
Brachygalba es un género de ave Galbuliforme de la familia Galbulidae, está compuesto por cuatro especies.

## Especies
- Brachygalba albogularis (Spix, 1824)
- Brachygalba goeringi (Sclater & Salvin, 1869)
- Brachygalba lugubris (Swainson, 1838)
- Brachygalba salmoni (Sclater & Salvin, 1879)